# Arrondissement Cambrai
Arrondissement Cambrai (fr. Arrondissement de Cambrai) je správní územní jednotka ležící v departementu Nord a regionu Hauts-de-France ve Francii. Člení se dále na sedm kantonů a 116 obcí.

## Kantony
- Cambrai-Est
- Cambrai-Ouest
- Carnières
- Le Cateau-Cambrésis
- Clary
- Marcoing
- Solesmes